# Highland Games

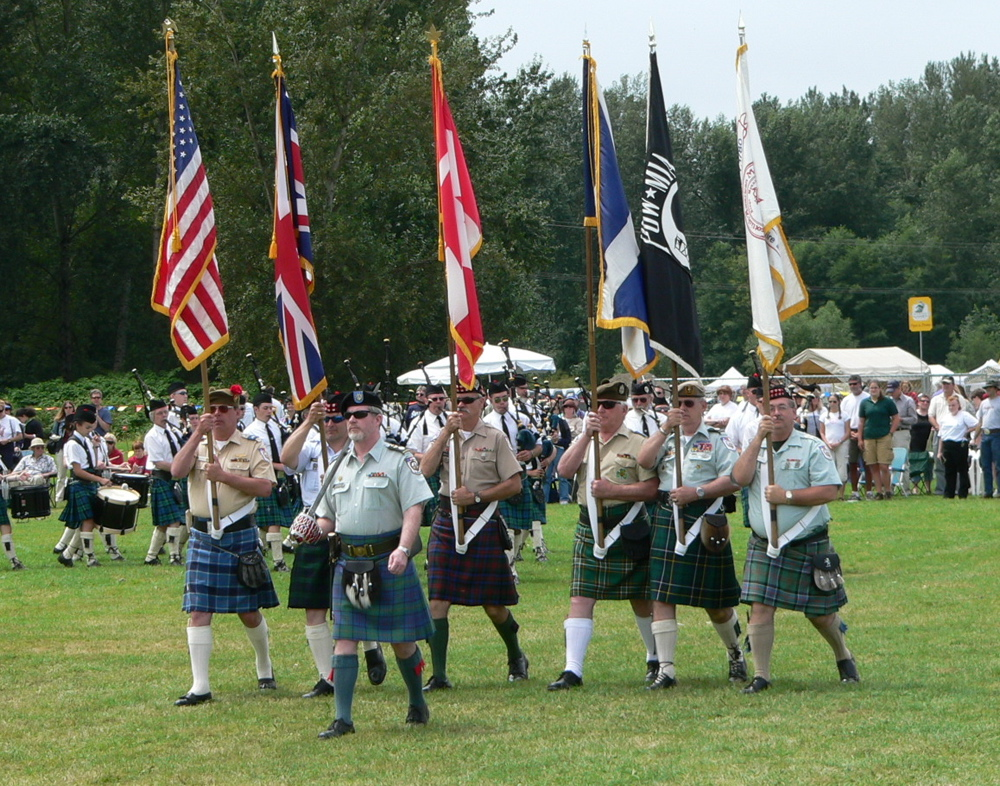
De Color Guard aan het einde van de openingsceremonie

De Highland Games zijn een 19e-eeuwse voortzetting van traditionele clanspelen uit de hooglanden van Schotland. Nog steeds worden er ieder jaar Highland Games gehouden, tegenwoordig ook buiten Schotland. Het grootste Highland Games-evenement is de Cowal Highland Gathering, beter bekend als de Cowal Games, en wordt jaarlijks gehouden in Dunoon (Schotland). De Highland Games omvatten onder meer zware atletische wedstrijdonderdelen.

## Geschiedenis
Volgens de overlevering werden de eerste Highland Games in de elfde eeuw gehouden. Het waren activiteiten tijdens de jaarlijkse clanbijeenkomsten. Na een Schotse opstand in 1745 werden de spelen tot 1781 door de Britse regering bij wet verboden. Het was de Schotten toen verboden de doedelzak te bespelen, een kilt of wapens te dragen en grote bijeenkomsten te houden.
Na de intrekking van dit verbod konden weer bijeenkomsten worden gehouden, de eerste was in 1781 in Falkirk. Het succes hiervan leidde uiteindelijk tot de bijeenkomsten van de clans en de Highland Games zoals ze later werden. De 'moderne' spelen zijn rond 1850 gemodelleerd aan de hand van beschrijvingen van sir Walter Scott.

## Evenementen

### Atletische onderdelen

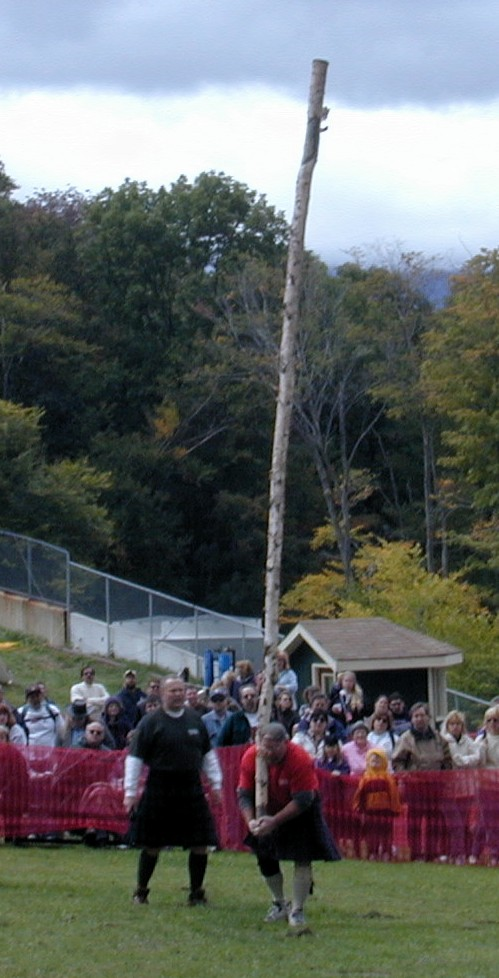
Het paalwerpen

Hoewel er allerlei verschillende onderdelen bij Highland Games kunnen worden uitgevoerd zijn de volgende activiteiten min of meer standaard in Schotland: 
- Paalwerpen (Caber toss) - Het bekendste evenement tijdens de Highland Games. In tegenstelling tot wat vaak gedacht wordt, is niet de afstand maar de stijl van uitvoeren het belangrijkste. De deelnemer dient de rechtop geplaatste stam, met het dikste eind bovenaan, zelf op te tillen. Na een aanloop stopt hij plotseling en werpt de stam omhoog. De stam moet echt kantelen, anders is de worp ongeldig. De meeste punten worden toegekend aan de hand van de ligging van de stam. Een boomstam die loodrecht van de deelnemer is weg gekanteld, een '12 o'clock' genoemd, krijgt de hoogste score.
- Steenwerpen of kogelstoten worden tegenwoordig beiden gedaan, soms zelfs tijdens hetzelfde evenement. De deelnemer neemt een aanloop en stoot een kogel van ongeveer 7,25 kg of steen zover mogelijk. Het meest populair blijft steenwerpen omdat dit spectaculair is en waarschijnlijk een van de oudste krachtmetingen ter wereld. Kogelstoten is de moderne versie ervan. Vaak wordt een gladde steen uit een plaatselijke rivierbedding gebruikt. Dit maakt de vergelijking van afstandsrecords van verschillende games vrijwel onmogelijk.
- Kogelslingeren of Schots hamerwerpen - De hamer bestaat uit een zware bal aan een stok, samen maximaal 1,22 m (4 voet) lang. Anders dan bij het kogelslingeren uit de atletiek is het een worp uit stand, waarbij de hamer achterwaarts geworpen wordt na een stuk of drie voorzwaaien.
- Gewichtwerpen – Een zwaar gewicht aan een korte ketting wordt zo ver mogelijk weg geslingerd. Anders dan bij het gewichtwerpen uit de atletiek wordt het gewicht met één hand vastgehouden.
- Gewicht over de lat- Een gewicht met handvat dient achterwaarts in de hoogte geworpen te worden over een koord. Het koord wordt telkens verhoogd tot er een winnaar overblijft. Elke deelnemer heeft recht op drie "misses".
- Schoofwerpen (Sheaf toss) – Een jute zak gevuld met 20 pond (9 kilo) stro wordt aan een hooivork geprikt en over een hoog geplaatste balk geslingerd. De balk kan meer dan tien meter hoog liggen.

### Touwtrekken
- Tug of War (touwtrekken) - Het touwtrekken met teams van 4 tot 8 man wordt in drie sets gedaan. Het team dat tweemaal wint, heeft de match gewonnen. Afhankelijk van het aantal teams wordt gewerkt met een poule- of sleutelsysteem. De spanning is vaak groot als twee teams aan elkaar gewaagd zijn en voluit moeten gaan. Touwtrekken is een officieel programma-onderdeel van de Highland Games, maar behoort in Schotland niet tot de atletische onderdelen.

### Muziek
Diverse muziekinstrumenten worden bespeeld gedurende de Highland Games waarvan de doedelzak het bekendste is. Ook wordt er vaak gebruikgemaakt van de trommels ter ondersteuning. Er is een prijs voor de beste solo van klassieke doedelzakmuziek.

### Dans
Er zijn twee verschillende vormen van dansen tijdens de moderne Highland Games. Het Schotse country dansen is een sociale dans zoals ballroom dansen. De andere vorm is het 'Highland dansen', hierbij zijn twee varianten te onderscheiden; de traditionele variant en de nationale variant.